# 冯忱
冯忱（？—？），隋朝長樂郡信都縣（今河北省衡水市冀州區）人，冯慈明长子。

## 生平
冯忱在隋朝任司仪丞。冯慈明被翟让杀害时，冯忱在东都洛阳，王世充击破李密，冯忱也在军中，于是派遣奴仆背着父亲的尸柩回到东都，他自己没有亲自送。未几，又盛花烛纳室。时论以他为丑。其妻叱李纲子（588年—616年），其父叱李善慧，隋朝车骑将军、仪同三司。叱李纲子於大业十二年十一月十三日卒，十二月初二日葬邙山。墓志於1925年河南省洛阳北海资村出土。方形，高37.9厘米，宽37.2厘米。志文20行，行20字，隶书。盖题篆书。